# Тривио (Асколи Пичено)
Тривио (итал. Trivio) насеље је у Италији у округу Асколи Пичено, региону Марке.
Према процени из 2011. у насељу је живело 70 становника. Насеље се налази на надморској висини од 302 м.